# レムノスのピロストラトス
レムノスのピロストラトスまたはレムノスのフィロストラトス（英語: Philostratus of Lemnos ; 古代ギリシア語: Φιλόστρατος ὁ Λήμνιος ; 190年頃 - 230年頃）は、ローマ帝国期のレムノス島出身の著述家・弁論家・第二次ソフィスト。『エイコネス』第1部の著者。
同名・同業・同出身地のアテナイのピロストラトスの甥かつ義理の息子にあたる。また、同じく同名・同業・同出身地の小ピロストラトスの親戚でもあり、彼と区別して大ピロストラトス（Philostratus the Elder）とも呼ばれる。

## 作品

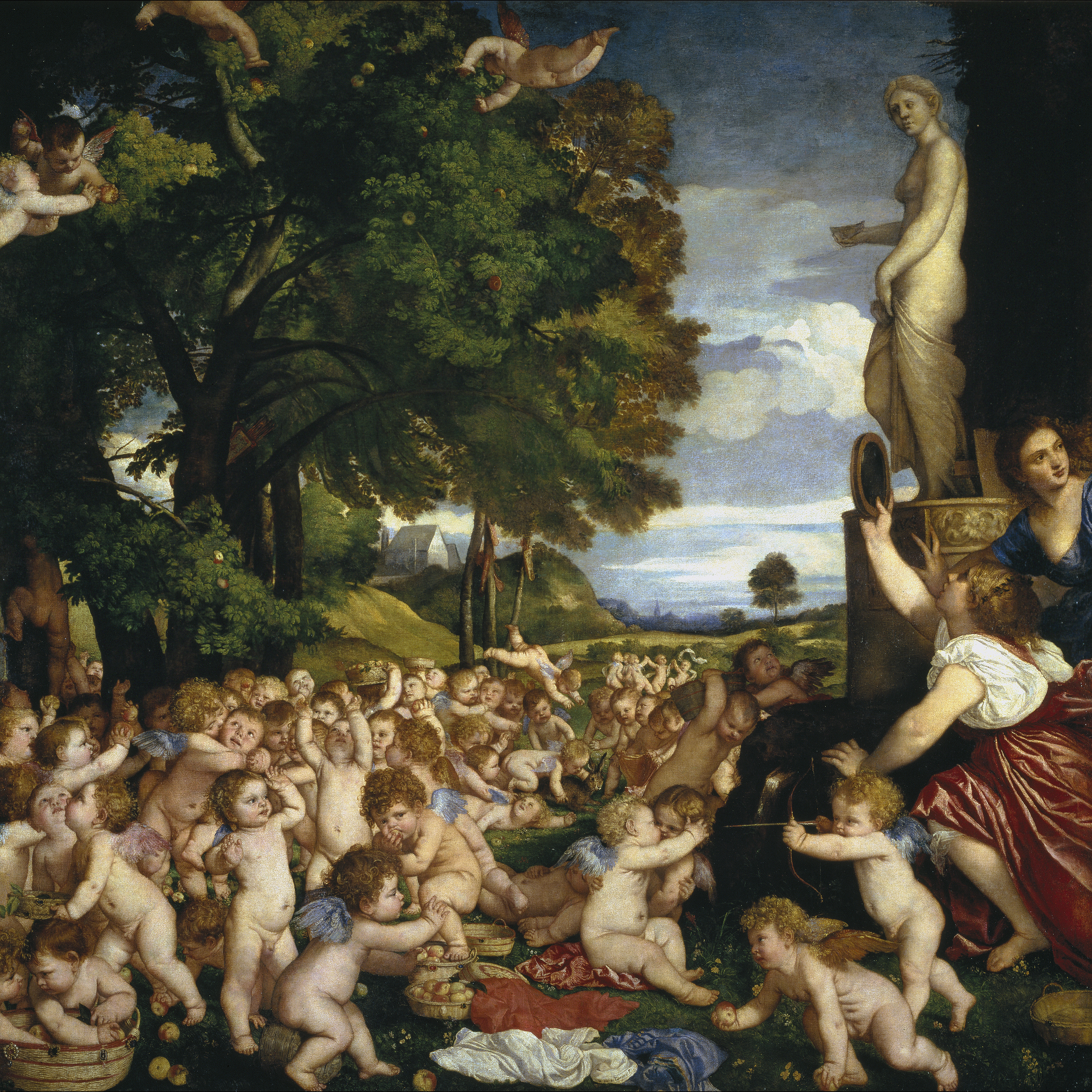
『ヴィーナスへの奉献』

『エイコネス』（古希: Εἰκόνες ; 英: Imagines ; 邦題:『絵画記』『絵画論』『模倣論』、220年ごろ成立）は、エクフラシスの代表的な作品。全2部からなる。第1部は本項のレムノスのピロストラトスに帰されるが、アテナイのピロストラトスに帰されることもある。一方で、第2部は小ピロストラトスに帰される。というのも、第2部の冒頭には、レムノスのピロストラトスが第1部を著したことを示唆する謝辞が述べられている。
本書はルネサンス期に広く受容された。16世紀のティツィアーノの絵画『ヴィーナスへの奉献』は、本書で文章化された絵画を再現した絵画である。
第1部の体裁としては、ピロストラトスがナポリ郊外の邸宅を訪ねた際、そこに展示されていた60枚をこえる絵画を文章化した、という体裁で書かれている。ゲーテ、ヴェルカー、W.ヘルビヒ、H.ブルンらは、それらの絵画は実在したとしている。一方、C.G.ハイネらは実在しなかったとしている。いずれにせよ、本書の内容が注目に値するということは皆認めている。すなわち、ギリシア神話などの画題に対する古代の画家たちの表現方法、およびそれを伝えるピロストラトスの知識の豊かさと修辞学的な文章技法が注目に値する。